# Д-12 (бронеавтомобіль)
Д-8 /Д-12 (бронеавтомобіль) — радянський легкий бронеавтомобіль, який призначався для виконання завдань щодо забезпечення зв'язку, ведення розвідки і бойової охорони частин на марші.